# Hendžer
Userkare Hendžer je bil enaindvajseti faraon Trinajste egipčanske dinastije, ki je vladala v drugem vmesnem obdobju Egipta. Vladal je verjetno štiri do pet let. Arheološki dokazi kažejo, da je bil na prestolu najmanj 3 ali 4 leta, 3 mesece in 5 dni. Absolutni datumi njegovega vladanja so različni, odvisni od avtorja. Ryholt in Baker ga umeščata v leta 1764—1759 pr. n. št.,  Redford v leta 1756—1751 pr. n. št., Schneider pa v leta 1718—1712 pr. n. št. Hendžer si je zgradil majhno piramido v Sakari. Iz tega egiprologi sklepajo, da je vlada verjetno iz Memfisa. 

## Ime
Ime Hendžer je slabo dokazano. Zapisano je samo na dveh spomenikih: steli v Marischalskem muzeju v Aberdeenu (ABDUA 21642) in steli v Liverpoolu (M13635). Ime Hendžer se lahko tolmači kot tuje ime hnzr  in enači s semitskim osebnim imenom h(n)zr, ki pomeni  veper (Ryholt). Ryholt ugotavlja, da to  identifikacijo potrjuje dejstvo, da je ime h(n)zr  napisano kot hzr na enem od pečatov iz njegovega obdobja: Ryholt trdi, da je beseda veper
"v akadščini dokazana kot huzīru, v arabščini kot   hinzīr, v aramejščini kot hazīrā, v hebrejščini kot hēzīr, v Nuzijevih besedilih kot   hu-zi-ri, v ugaritščini kot hnzr in v amorejščini morda kot hi-zi-ri."
Hendžer je bil torej prvi znani semitski vladar v kakšni egipčanski dinastiji. Hendžerjev priimek ali prestolno ime 'Userkare' se prevaja kot 'Rajeva duša je močna.'
Hendžer je ob ustoličenju dobil morda še priimek 'Nimaatre', ki se prevaja kot 'Tisti, ki pripada Maat, je Re.' To ime je ob imenu Hendžer napisano na vrhu Amenisenebove stele (Louvre C12).

## Kronološki položaj in dolžina vladanja
Natančen Hendžerjev kronološki položaj v Trinajsti dinastiji ni znan zaradi nezanesljivosti vladavin njegovih predhodnikov v tej dinastiji. Egiptolog Darrell Baker mu pripisuje enaindvajseto, Ryholt dvaindvajseto, Jürgen von Beckerath pa sedemnajsto mesto v dinastiji. Sporen je tudi njegov predhodnik. Baker in Ryholt sta prepričana, da je to bil Vegaf. Ker se slednji včasih zamenjuje s Sobekhotepom II., je tudi Hendžerjev položaj nezanesljiv.
Najvišji dokazan datum Hendžerjevega vladanja je, 15. dan 4. meseca sezone poplav v 5. letu njegovega vladanja. Kim Ryholt trdi, da dva kontrolna zapisa na kamnitih blokih njegovega nedokončanega piramidnega kompleksa dokazujeta, da je vladal najmanj 3 ali 4 leta, 3 mesece in 5 dni.  Kontrolna zapisa sta datirana v 'leto 1 I aket dan 10' in 'leto 5 IV aket dan 15' njegovega vladanja. V kontolnih zapisih so tudi imena treh uradnikov, vključenih v gradnjo piramide: dvornega komornika Senebtifija, komornika Amenija in komornika Šebenuja. Slednji je dokazan tudi v drugih virih.

## Piramida
Hendžer je znan predvsem iz njegovega piramidnega kompleksa v Sakari, ki ga je izkopal švicarski arheolog Gustave Jequier. Ker je med najdbami tudi piramidion, je bil kompleks verjetno dokončan. Med najdbami so tudi kanopski vrči z delnim imenom njegove kraljice Seneb. Med druge  predmete s Hendžerjevim imenom spadata stela iz Abidosa, na kateri je dokumentirana gradnja Ozirisovega templja v Abidosu in ime vezirja Ankuja, in stela iz liverpoolskega muzeja, ki je bila med drugo svetovno vojno uničena. Na njej je bilo ime 'sina faraona Hendžerja', ki bi lahko bil Hendžerjev sin. Hendžerjevo ime je po Ryholtovem mnenju omenjeno tudi na valjastih pečatnikih iz Atribisa, keramični ploščici iz okolice Lišta, skarabejskih pečatih in rezilu sekire.